# Conséquences
Conséquences (Girl, Positive) est un téléfilm américain réalisé par Peter Werner, et diffusé le 25 juin 2007 sur Lifetime.

## Synopsis
Une lycéenne vient d'apprendre qu'un de ses amis, avec lequel elle a eu une relation intime, est séropositif. Elle essaye de l'ignorer mais la peur prend vite le dessus.

## Fiche technique
- Titre original : Girl, Positive
- Réalisation : Peter Werner
- Scénario : Nancey Silvers
- Photographie : Neil Roach
- Musique : Richard Marvin
- Société de production : Von Zerneck/Sertner Films
- Pays : États-Unis
- Durée : 88 minutes

## Distribution
- Andrea Bowen (VF : Karine Foviau) : Rachel Sandler[2]
- Jennie Garth (VF : Barbara Tissier) : Sarah Bennett[2]
- Nathan Anderson (VF : Mark Lesser) : Tim Willey
- Evan Gamble : Greg Markwell
- Rhoda Griffis (VF : Pauline Larrieu) : Karen Sandler
- Laura Wiggins : Lindsey Carter
- Corey Flaspoehler (VF : Henry-David Cohen) : Randy Newell
- Caroline McKinley : Sandra Markwell
- Andrew Matthews (VF : Stanislas Forlani) : Mark
- Erik von Detten : Jason

## Accueil
Le téléfilm a été vu par environ 3,5 millions de téléspectateurs lors de sa première diffusion.